# Ernst Philipp von Gettkandt
Ernst Philipp Gettkandt, seit 1799 von Gettkandt (* Januar 1736 in Preußen; † 4. Mai 1808) war ein preußischer Generalmajor und Chef des Husarenregiments Nr. 1.

## Leben

### Herkunft
Von seinen Eltern ist nur bekannt, das sein Vater evangelischer Kantor war.

### Militärlaufbahn
Gettkandt ging am 1. September 1756 in das Husarenregiment Nr. 5. Während des Siebenjährigen Krieges nahm er an den Schlachten bei Groß-Jägersdorf, Zorndorf, Kay, sowie an den Gefechten bei Körlin, Schivelbein, Wahlstatt, Gustyn, Kosten und der Belagerung von Stralsund teil. Im Jahr 1759 wurde er zum Wachtmeister befördert und am 10. Dezember 1760 stieg er in die Offiziersränge auf und wurde Kornett. Am 21. Januar 1762 wurde er Sekondeleutnant im Regiment. Kurz nach dem Krieg am 5. Dezember 1765 wurde er Premierleutnant, am 25. November 1770 Stabsrittmeister sowie am 8. Mai 1778 Rittmeister und Eskadronchef. Im Bayerischen Erbfolgekrieg 1778/79 kämpfte er im Gefecht bei Dolland. Am 2. Dezember 1786 wurde er Major mit Patent vom 24. November 1786 und am 9. Januar 1794 Oberstleutnant. Im Feldzug gegen Polen 1794/95 nahm er am Gefecht bei Gawricky teil. Am 4. Februar 1795 wurde er Bataillonskommandeur und erhielt am 17. April 1795 den Orden Pour le Mérite für Gawricky. Es folgte am 1. Januar 1796 die Beförderung zum Oberst und am 26. Juni 1796 stieg Gettkandt zum Regimentskommandeur auf.
Am 26. Januar 1799 wurde er in den Adelsstand erhoben. Am 15. Mai 1803 wurde er zum Chef des Husarenregiments „von L’Estocq“ ernannt und am 20. Mai 1803 erhielt er die Beförderung zum Generalmajor mit Patent vom 24. Mai 1803. Er nahm noch am Vierten Koalitionskrieg teil und wurde am 27. August 1807 in den Ruhestand versetzt. Gettkandt sollte eine Pension von 1000 Talern bekommen, erhielt aber nach der preußischen Niederlage lediglich Halbsold und verstarb am 4. Mai 1808.

### Familie
Gettkandt war mit Lene Marie Fiedler († 30. November 1831 in Königsberg) verheiratet. Das Paar hatte mehrere Kinder, darunter:
- Ferdinand Philipp (* 1787), 1805 Leutnant im Dragonerregiment „von Preußen“
- Karoline Henriette (* 4. April 1783; † 16. November 1864) ⚭ 18. Februar 1803 Johann von der Poll (* 9. Januar 1777; † 13. Januar 1858), Leutnant im Husaren-Regiment Nr. 5, später in holländischen Diensten (Jan van de Poll) wurde Generalmajor.[1][2]
- Ernestine
- Karl Wilhelm (* 31. August 1793), Junker im Husaren-Regiment Nr. 1
- Amelie

Der spätere General hatte bei König Friedrich II. zweimal vergeblich um eine Heiratserlaubnis nachgefragt. In Folge davon wurden alle Kinder unehelich geboren. Erst König Friedrich Wilhelm II. legitimierte die Kinder am 16. Februar 1797, die Bitte um einen Adelsstand lehnt er hingegen ab. Dessen Nachfolger Friedrich Wilhelm III. erhob ihn 1799 in den Adelsstand.